# Donja Lupljanica
Donja Lupljanica är ett samhälle i Bosnien och Hercegovina.   Det ligger i entiteten Republika Srpska, i den centrala delen av landet, 120 km norr om huvudstaden Sarajevo. Donja Lupljanica ligger 210 meter över havet och antalet invånare är 759.
Terrängen runt Donja Lupljanica är platt. Närmaste större samhälle är Kalenderovci Donji, 4,3 km norr om Donja Lupljanica. 
Omgivningarna runt Donja Lupljanica är en mosaik av jordbruksmark och naturlig växtlighet. Runt Donja Lupljanica är det ganska tätbefolkat, med 67 invånare per kvadratkilometer.